# Piliscsév
Piliscsév (szlovákul: Čív) község Komárom-Esztergom vármegye keleti határán, az Esztergomi járásban. A községet szlovák nemzetiség is lakja, amely a lakosság 45,3%-át teszi ki.

## Fekvése
A település a Dorogi-medence keleti csücskében, a Pilis hegység nyugati lábánál, három oldalról hegyekkel körülvett völgyben fekszik. A 10-es főútról Budapest felől Pilisjászfalu után a 11 125-ös számú bekötőúton közelíthető meg. Határszélét nyugaton érinti még 117-es főút is. A falun áthalad az Országos Kéktúra útvonala. Gyönyörű kirándulóhelyek övezik.
Távolsága Dorogtól 10,4 km, Esztergomtól 18,6 km, Budapesttől 25 km országúton. Előbbi két város irányába közlekednek autóbuszok a Volánbusz üzemeltetésében, valamint vasúti megállója (a Budapest–Esztergom-vasútvonalon) a község központjától 3 km-re fekszik, melyet a település lakott területének határától kerékpár- és gyalogúton lehet megközelíteni.

## Története

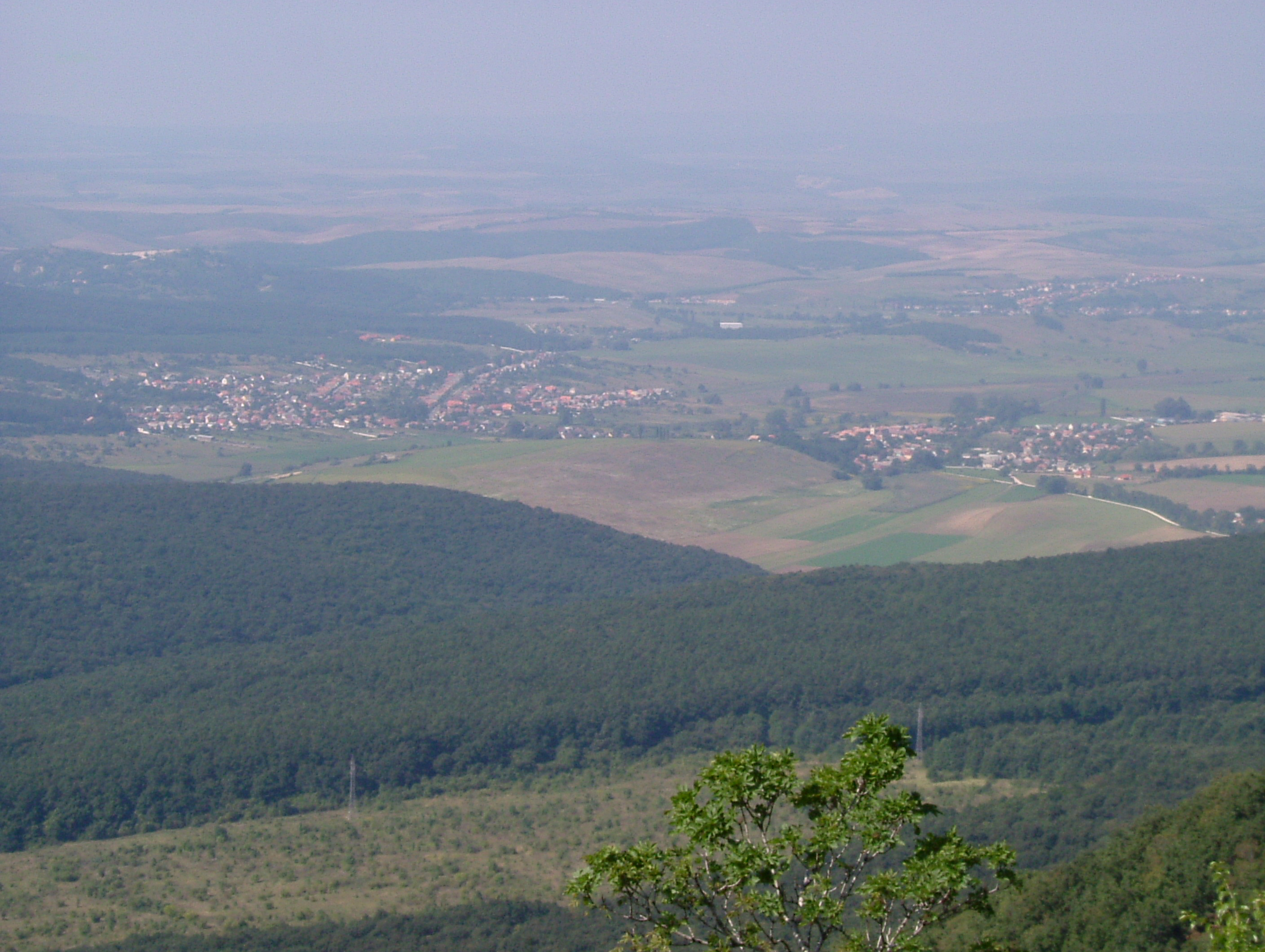
Piliscsév a Pilis-tetőről. Távolabb jobbra Leányvár látszik

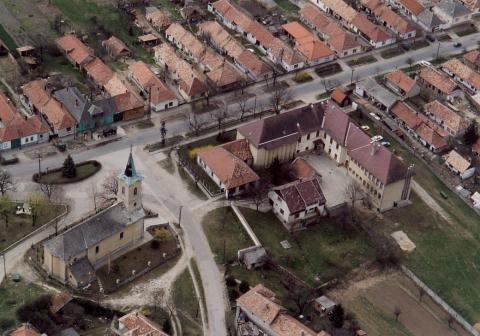
Piliscsév légifotója

Területén volt a római időkben Lacus Felicis község. Ebből az időből római mérföldkövet és áldozati kőoltárt is találtak.
Piliscsév, Csév Árpád-kori település. Nevét 1274-ben említette először oklevél. Legrégibb ismert birtokosa Csév László, a Róger fia volt, aki itteni birtokát Godin esztergomi polgárnak elzálogosította. 1278-ban aztán Godin újabb birtokokat is szerzett Cséven. Godin utódai itteni birtokaikat 1328-ban a margitszigeti apácáknak adták el. Később a Hontpázmány nemzetség bényi ága szerzett itt birtokokat, melyeket 1287-ben az e nemzetségből származó Lampert és ennek fia Kázmér, cserébe adták az esztergomi káptalannak. A Rosd nemzetség itteni birtokát az e nemzetségből származott Elek fia, Mikócsa, 1320-ban 50 márkáért Boleszló esztergomi érseknek adta el. Mikócsa azonban örökbe fogadva Sáfár István visegrádi várnagyot, 1334-ben Csévre új adománylevelet eszközölt ki, ezért a birtok - az érsek tiltakozása ellenére - István visegrádi várnagyra szállt, akinek fiai, János és Miklós 1366-ban még birtokosok voltak itt. Miklós fiai 1418-ban az Osl nemzetségbeli Kanizsai család egyik tagjának; Kanizsai Istvánnak adták zálogba, aki a birtokot az esztergomi káptalannak engedte át.
A török háborúk idején a falu elnéptelenedett.
1699–1711 között szlovák telepesek költöztek be és építették újjá a helységet.
A település plébániáját 1715-ben alapították. 1755-ben 616 lakosa volt a falunak. Iskolája 1836-ban épült.
1824-ben a falu határában, közel a dorogi országúthoz, két, fölírásos római mérföldmutató követ találtak, melyeket határoszlopoknak állítottak fel, valamint az 1900-as évek elején ugyancsak a rómaiak idejéből származó áldozati kőoltár is napvilágra került, mely az esztergomi főgimnáziumba került.
1738-ban pestisjárvány tizedelte meg a lakosságot, ezután újabb szlovák telepesek érkeztek.
1848-ig az esztergomi káptalan birtoka volt. A község római katolikus temploma a 18. század elején épült.
A 20. század elején Esztergom vármegye Esztergomi járásához tartozott.
1910-ben 1773 lakosából 160 magyar, 18 német, 1587 szlovák lakosa volt.
1946-ban többen áttelepültek Csehszlovákiába.

## Közélete

### Polgármesterei
- 1990–1994: Farda László (független)[3]
- 1994–1998: Farda László (Fidesz-SZDSZ)[4]
- 1998–2002: Nagy Mária (független)[5]
- 2002–2006: Nagy Mária (független)[6]
- 2006–2010: Nagy Mária (független)[7]
- 2010–2014: Kosztkáné Rokolya Bernadett (független)[8]
- 2014–2019: Kosztkáné Rokolya Bernadett (független)[9]
- 2019–2024: Kosztkáné Rokolya Bernadett (független)[10]
- 2024– : Kosztkáné Rokolya Bernadett (független)[1]

## Népesség
A település népességének változása:
| Lakosok száma | 2321 | 2344 | 2338 | 2504 | 2531 | 2535 | 2508 |
|               | 2013 | 2014 | 2015 | 2021 | 2022 | 2023 | 2024 |

A 2011-es népszámlálás során a lakosok 91,3%-a magyarnak, 0,8% bolgárnak, 1,1% németnek, 0,4% románnak, 27,1% szlováknak mondta magát (8,6% nem nyilatkozott; a kettős identitások miatt a végösszeg nagyobb lehet 100%-nál). A vallási megoszlás a következő volt: római katolikus 61,5%, református 5,7%, evangélikus 0,7%, görögkatolikus 0,8%, felekezeten kívüli 9,4% (20,1% nem nyilatkozott).
2022-ben a lakosság 89,3%-a vallotta magát magyarnak, 10,1% szlováknak, 1,6% németnek, 0,2% bolgárnak, 0,2% cigánynak, 0,2% románnak, 0,1-0,1% szerbnek és lengyelnek, 3% egyéb, nem hazai nemzetiségűnek (10,6% nem nyilatkozott; a kettős identitások miatt a végösszeg nagyobb lehet 100%-nál). Vallásuk szerint 38,7% volt római katolikus, 4,3% református, 0,5% görög katolikus, 0,4% evangélikus, 1,1% egyéb keresztény, 0,8% egyéb katolikus, 12% felekezeten kívüli (41,7% nem válaszolt).

## Nevezetességei
- Kirándulóhelyek a község körül
- Szlovák asszonykórus
- A Kopasz-hegy déli oldalán motokrossz versenyek
- Piliscsév S.E.
- Pincefalu

## Testvértelepülései
- Igrám, Szlovákia (2011)[13]
- Tardoskedd, Szlovákia (2011)[13]

## Galéria

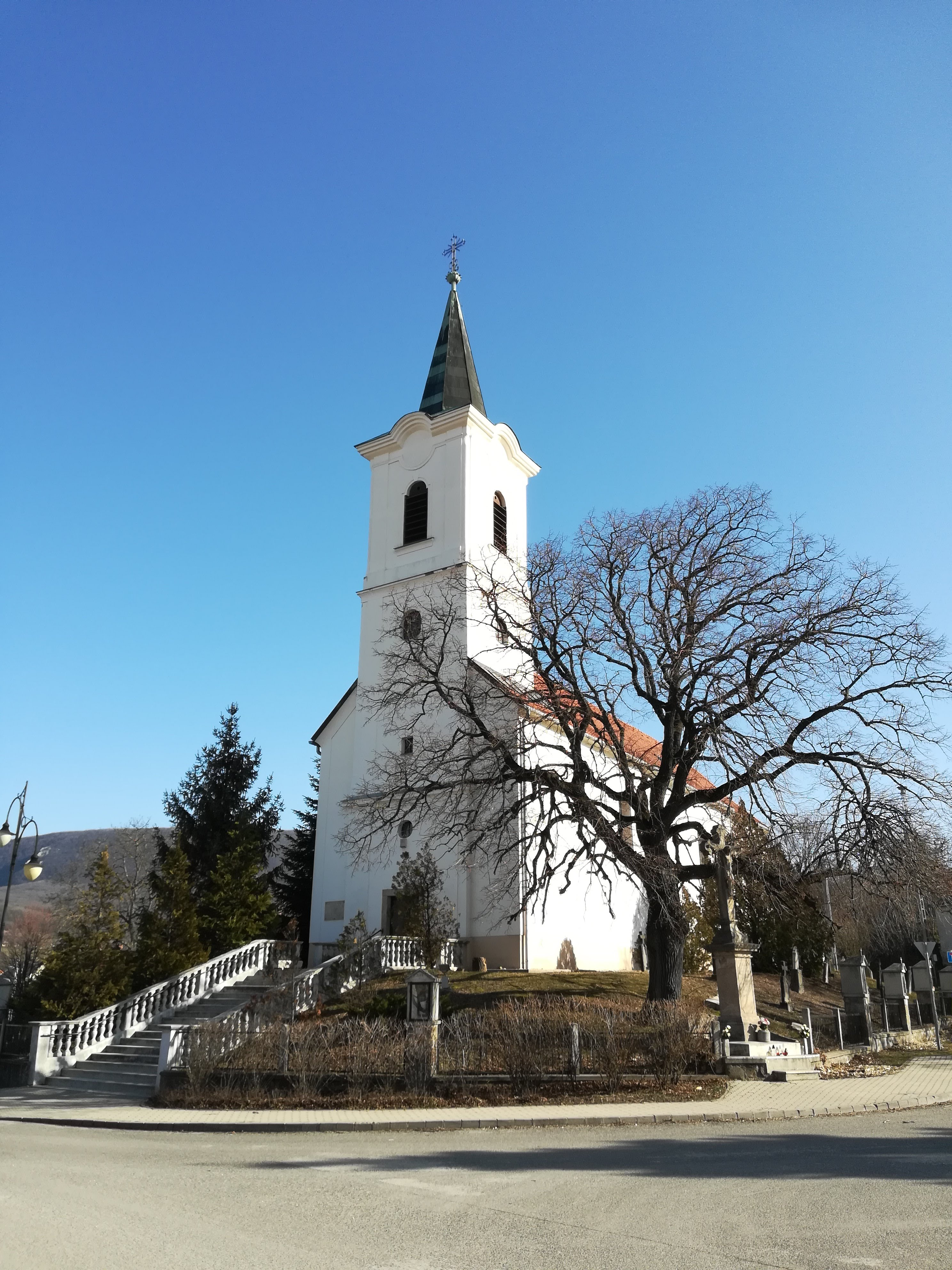
Kisboldogasszony templom
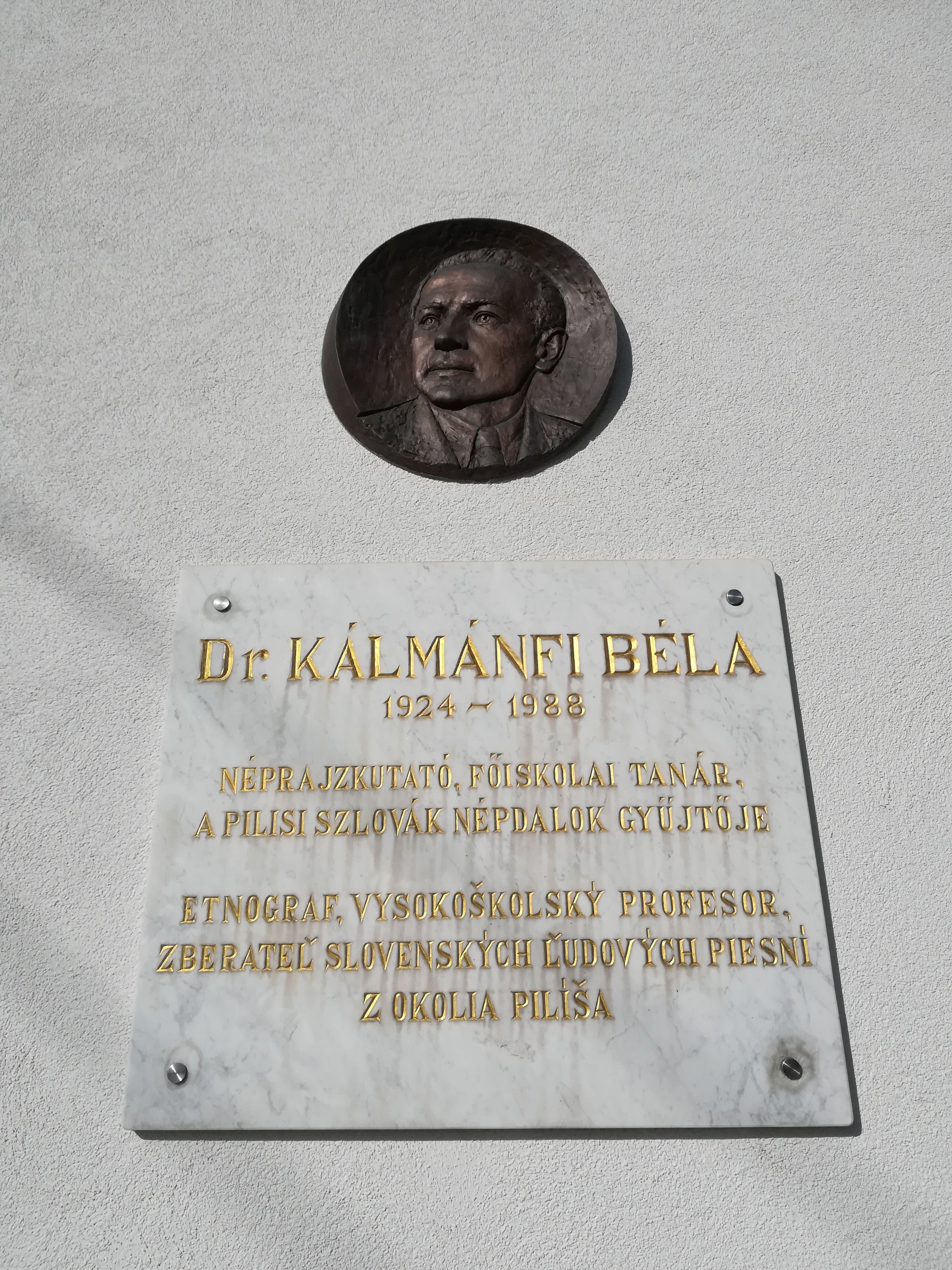
Kálmánfi Béla emléktábla